# إيني إيدو
إيني إيدو (بالإنجليزية: Ini Edo)‏ (مواليد 23 أبريل 1982) هي مُمثلة نيجيرية.

## روابط خارجية
إيني إيدو على موقع IMDb (الإنجليزية)
- إيني إيدو على موقع قاعدة بيانات الفيلم (الإنجليزية)
- إيني إيدو على موقع كينوبويسك (الروسية)